# Урюп (посёлок)
Урюп — упразднённый посёлок в Тисульском районе Кемеровской области. На момент упразднения входил в состав Солдаткинского сельского поселения. Исключён из учётных данных в 1997 году.

## География
Располагался на левом берегу реки Урюп в месте впадения в неё ручья Дмитриевский, на расстоянии примерно 0,5 км по прямой к юго-западу от поселка Полуторник.

## Население
| 1970 | 1979 | 1989 |
| ---- | ---- | ---- |
| 49   | ↘26  | ↘8   |